# پاتریشا های‌اسمیت
پاتریشا های‌اسمیت (انگلیسی: Patricia Highsmith؛ ۱۹ ژانویهٔ ۱۹۲۱ – ۴ فوریهٔ ۱۹۹۵) نویسنده اهل ایالات متحده آمریکا بود.